# Geochelone
Geochelone – rodzaj żółwi z rodziny żółwi lądowych (Testudinidae).

## Zasięg występowania
Rodzaj obejmuje gatunki występujące w Azji (Pakistan, Indie, Sri Lanka i Mjanma).

## Systematyka

### Etymologia
Geochelone: gr. γεω- geō- ziemny-, od γη gē „ziemia”; χελωνη khelōnē „żółw”.

### Podział systematyczny
Do rodzaju należą następujące gatunki: 
- Geochelone elegans (Schoepff, 1795) – żółw gwiaździsty
- Geochelone platynota (Blyth, 1863) – żółw birmański[7]